# Shi als soziale Gruppe im alten China
Das Wort Shi (chinesisch 士; Pinyin: shì) bezeichnet eine der politisch einflussreichsten sozialen Stände des frühen China. Verschiedene Übersetzungen beleuchten die verschiedenen Aspekte, die diese Gruppe kennzeichneten: Literaten, Gelehrten-Beamte, Gentlemen. In bestimmten Kontexten kann sich der Begriff auch auf Ritter, Krieger, Beamte, Aristokraten usw. beziehen. Im Laufe der Zeit entwickelte sich der Terminus dann zu einem Oberbegriff für chinesische Intellektuelle.

## Vorkaiserzeit

### Vor der Periode der Frühlinge und Herbste
Vor der Periode der Frühlinge und Herbste (d. h. vor 770 v. Chr.) wurde die Gesellschaft nach dem strengen Erb- beziehungsweise Stammesrecht (chinesisch 宗法, Pinyin zōngfǎ) organisiert. Nach der Königssippe, den Lehnsfürstensippen und den Sippen der Qing- bzw. Dafu-Würdenträger folgten die Shi auf der untersten Stufe in der Hierarchie.  Damit standen die Shi auf der niedrigsten Stufe der Aristokratie. Sie rekrutierten sich aus den nicht erbberechtigten Nachkommen der Würdenträger-Sippen und dienten oft als Gefolgsleute der Daifu-Sippen, Offiziere der unteren Kategorie oder Krieger. Wirtschaftlich waren sie abhängig von Belohnung ihrer Dienstherren oder lebten vom Pachtzins, der mit dem ihnen zugeteilten Ackerland (chinesisch 食田, Pinyin shítián) erwirtschaftet wurde.
Allgemein wurden die Shi lange Zeit nach den Sechs Fähigkeiten (chinesisch 六藝, Pinyin liùyì), d. h. Ritus (li), Musik (yue), Bogenschießen (she), Streitwagenfahren (yu), Kalligraphie (shu) und Mathematik (shu) erzogen und ausgebildet. Deshalb waren die Shi Träger der intellektuellen Grundlagen für Kultur- und Politikentwicklung.

### Periode der Frühlinge und Herbste
Als die königlichen Rechte seit der Periode der Frühlinge und Herbste (770–481 v. Chr.) von den stärkeren Lehensherren beansprucht wurden und das Erb- beziehungsweise Stammesrecht untergraben wurde, fanden eine soziale Deklassierung, eine soziale Abwärtsmobilität in der Aristokratie und eine Aufwärtsmobilität unter den einfachen Bürgern statt. Beide Arten der Mobilität führten zu einer rasanten Zunahme der Zahl der Shi. Die Grenze zwischen den Shi und den einfachen Bürgern wurde undeutlich.
Wegen der zunehmenden Komplexität der Sozialorganisation und der Entwicklung der Bürokratie wurden die Zuständigkeitsbereiche der Shi, die sich in Diensten Fürsten und Würdenträger befanden, ausgeweitet. So gab es unter den Shi nicht nur Bezirks- und Kreisverwalter, Offiziere, politische und wirtschaftliche Berater, sondern zunehmend auch Gelehrte und sogar solche, die ihren Herren als Spione und Meuchelmörder dienten.
Abgesehen davon gab es Shi, die ihre Gefolgschaftstreue gegen Schutz und Unterhalt verkauften und durch ihre Präsenz auch zum Prestige ihres Herrn beitrugen. Auch unter den Gefolgsleuten (chinesisch 賓客, Pinyin bīnkè) bestand eine strenge hierarchische Ordnung. Am Ende dieser Periode gelangten ein paar Beamte aus dem Shi-Stand in die oberen Positionen der Bürokratie und des Hochadels, der mehr und mehr ein Verdienstadel geworden war.
Konfuzius, der aus einer Shi-Familie kam, hat im Lunyu das Selbstverständnis der neu entstandenen Elite formuliert, welches sich hauptsächlich auf die Charakterbildung und auf moralische Prinzipien (chinesisch 道, Pinyin dào) als Grundgerüst der moralischen und politischen Ordnung konzentrierte. Etwa zur gleichen Zeit machte Meister Mo detaillierte Vorschläge zur Verbesserung der Standeswürde sowie zu mehr und aktiverem politischen Engagement und Übernahme politischer Verantwortung der Shi.

### Periode der Streitenden Staaten
Seit der Periode der Streitenden Staaten (481 v. Chr.−221 v. Chr.) beeinflussten die sogenannten Hundert Schulen den Charakter des Shi-Standes maßgeblich. Im Unterschied zu Konfuzius betonte Menzius dass, obwohl die Shi dem Herrscher politisch untergeordnet waren, sie dennoch moralisch überlegen seien. Laut seiner Theorie sollte die Beziehung zwischen dem Herrscher und den Shi auf gegenseitiger Ehrerbietung basieren. Xunzi unterteilte die damalige Elite in drei Stufen, von unten nach oben: Gelehrte (shì), Herrscher (chinesisch 君子, Pinyin jūnzǐ) und Heilige (chinesisch 聖人, Pinyin shèngrén).
Am Ende dieser Periode nahm die Zahl der Shi noch einmal kräftig zu, während die Abstufungen innerhalb der Shi-Gruppe komplizierter wurden, weil Generalisten und Spezialisten nebeneinander existierten. Im Vergleich zur Shi-Gruppe der vorausgegangenen Periode der Frühlinge und Herbste fehlte den Shi nun jedoch mehr und mehr die politische, wirtschaftliche und militärische Macht. Trotzdem hatten sie es viel leichter, bessere Arbeitgeber und eine passende Stellung zu finden. Die Grenzen zwischen den Fürstenstaaten wurden durchlässiger und es entstanden die sogenannten wandernden Shi (chinesisch 遊士, Pinyin yóushì), die keine feste oder regelmäßige Stellung an bestimmten Fürstenhöfen hatten, dafür aber häufig den Arbeitgeber wechselten. Abgesehen von Beamten an Fürstenhöfen verdingten sich die Shi auch als Hauslehrer, Handwerker, Händler oder sogar Bauern. Insofern charakterisiert der Zustand „wandernd“ die Lebens- und Karriereumstände der Shi in dieser Periode.

## Frühe Kaiserzeit

### Qinzeit
Durch die Vereinigung des Reiches durch die Qin (221–207 v. Chr.) und die Einrichtung eines staatlichen Gelehrtensystems (chinesisch 博士制度, Pinyin bóshì zhìdù) wurde die Zeit der wandernden Shi beendet. Nur die in staatlichen Schulen eingeschriebenen Gelehrten konnten es wagen, die mit politischer Kritik hervorzutreten (chinesisch 處士橫議, Pinyin chǔshì héngyì). Verstaatlichung der Ausbildung und Zentralisierung der Anstellung führten zur intellektuellen Gleichschaltung.

### Hanzeit
Während der Hanzeit (206 v. Chr. −220 n. Chr.) bezog sich der Begriff Shi schwerpunktmäßig auf den höchsten der sogenannten Vier (Berufs-)Stände: Staatsdiener (chinesisch 士, Pinyin shì), Bauern (chinesisch 農, Pinyin nóng), Handwerker (chinesisch 工, Pinyin gōng) und Kaufleute (chinesisch 商, Pinyin shāng). Damit bildeten die Shi, abgesehen vom kaiserlichen Erbadel, die oberste Ebene der Gesellschaft. Mit der Einrichtung des staatlichen Prüfungssystems und der kaiserlichen Akademie wurde der intellektuelle Pluralismus unter dem Kriegerischen Kaiser der Han (Han Wudi, 156–87 v. Chr.) beschränkt. Dabei spielte der Vorschlag von Dong Zhongshu (179–104 v. Chr.) beim Verbot von Privatakademien eine wichtige Rolle. Damit wurde eine neue geeignete Beziehung zwischen den Shi und dem Zentralstaat etabliert.
Es gab viele Möglichkeiten für Gelehrte in die Bürokratie aufgenommen zu werden. Beispielsweise konnte man durch Bestehen gestaffelter Prüfungen in die kaiserliche Akademie als Student aufgenommen werden. Gelehrte konnten aber auch von zentralen und lokalen Beamten empfohlen werden. Nachdem die Kandidaten in der Hauptstadt die vom Kaiser gestellten Fragen erfolgreich beantwortet hatten, wurden sie je nach dem Ergebnis der Prüfung auf verschiedene Positionen der Bürokratie verteilt.
Gelehrte konnten reich oder arm, Nachkommen der Aristokratie oder einfache Bürger sein. Sie konnten Schüler bekannter Gelehrter, Protegés einflussreicher Beamter oder Autodidaktiker sein. Abgesehen von Bürokratie fanden Shi aber nach wie vor auch in der Landwirtschaft, als Lohnarbeiter, Maler, im Buchhandel oder als Kaufleute ein Auskommen.
Gegen Ende der Hanzeit und darüber hinaus wurde der Einfluss einzelner Familien und Sippen immer wichtiger für den gesellschaftlichen Aufstieg und verband sich mit dem Großgrundbesitz als wirtschaftlicher Basis. Die Figur und das Ideal des gelehrten Staatsdieners jedoch überdauerte und schlug sich auch noch Jahrhunderte später im Begriff des Shi-dafu oder Mandarin, der Gestalt der politischen Elite des späten Kaiserreichs nieder.